# 口羽駅
口羽駅（くちばえき）は、島根県邑智郡邑南町下口羽にあった、西日本旅客鉄道（JR西日本）三江線の駅（廃駅）である。電報略号はチハ（クチハ）。
三江線の廃止に伴い、2018年（平成30年）4月1日に廃駅となった。

## 概要
広島県との県境近くに設置されていたが、江の川からはやや離れていた。三次駅 - 当駅間の列車が午後に1往復設定されていたが、2018年3月17日から路線廃止までの間は江津行きに延長されていた。
駅周辺は、1950年代初頭、口羽木炭の一大生産地があり、貨物輸送によるさらなる増産が期待されていたが、開通する頃にはエネルギー革命のあおりで木炭需要は激減。結局、貨物列車が発着することはなかった。また、離村も進み人口も激減していた。
1975年（昭和50年）に全線開通した後は中間駅となったが、開業直後はCTCや信号設備などの関連工事の遅れにより全線を直通する列車の設定はできず、しばらくの間、口羽駅で運行系統が分断されていた。その間、口羽駅は三次駅方面からの1日7往復の普通列車と浜原駅方面からの1日4往復の普通列車の乗換駅としても機能した。

## 歴史

### 年表

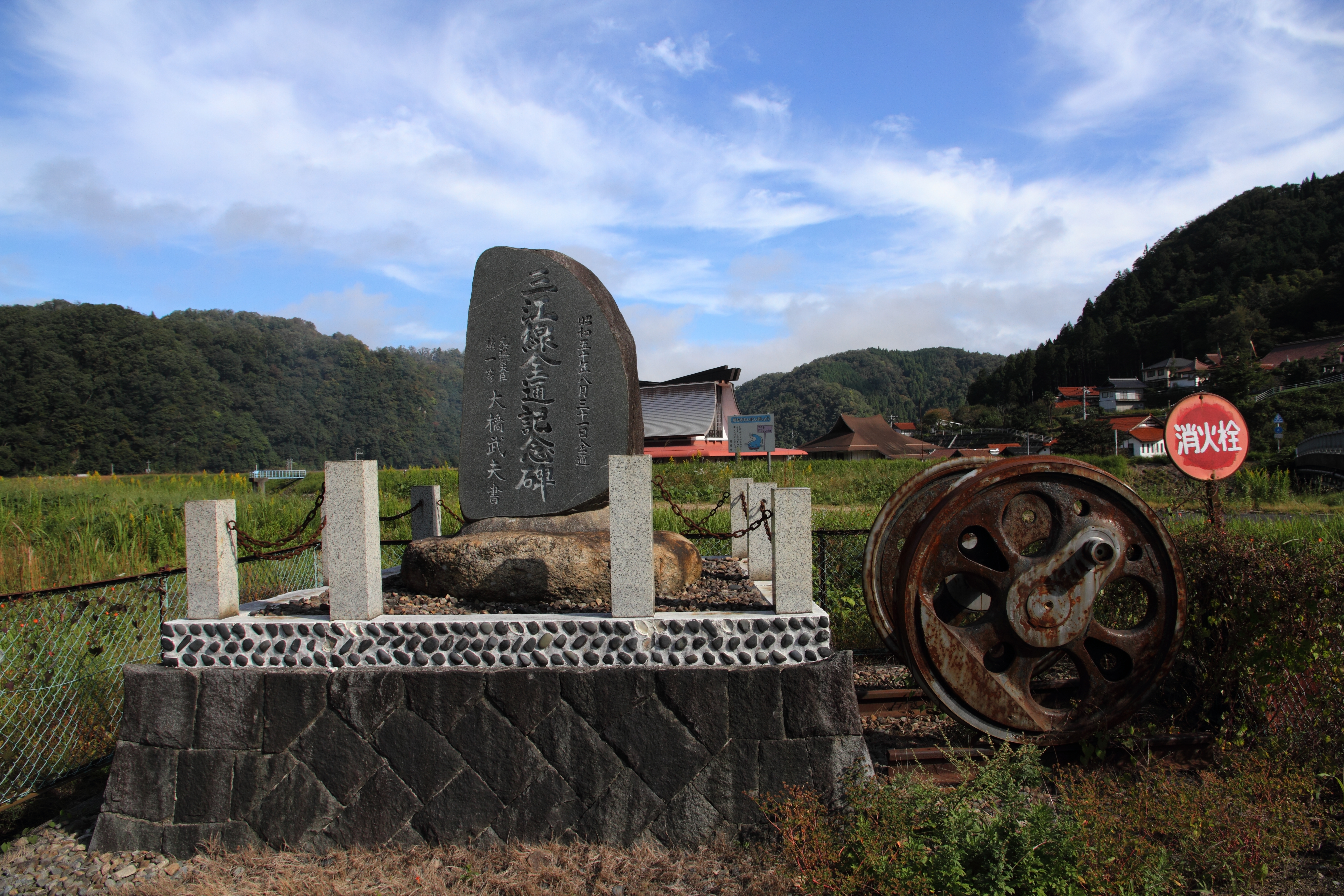
三江線全通記念碑と動輪

- 1963年（昭和38年）6月30日：三江南線が式敷駅から延伸した際の終着駅として開業[1][4]。旅客営業のみの無人駅[5]。
- 1975年（昭和50年）8月31日：当駅から三江北線浜原駅までの区間が開業。江津駅 - 浜原駅 - 当駅 - 三次駅間が現行の「三江線」となり、その所属の途中駅となる。
- 1976年（昭和51年）2月頃：ホーム上に屋根を設置する工事が行われる[6]。
- 1987年（昭和62年）4月1日：国鉄分割民営化により、西日本旅客鉄道の駅となる[1]。
- 2001年（平成13年）3月3日：当駅で折り返す夜遅くの便を廃止し、三次駅からは1日5往復に。
- 2018年（平成30年）
  - 3月17日：当駅折り返しの列車の設定がなくなる。
  - 4月1日：三江線の全線廃止に伴い、廃駅となる。
- 2019年（平成31年） 3月4日：地元自治体の島根県邑智郡邑南町が、駅の周辺施設の取得を表明。人力トロッコ車両を試験運行している[7][8]。
- 2021年（令和3年）4月1日：邑南町が町内の口羽駅・宇都井駅を「邑南町三江線鉄道公園」として整備[9][10]。

### 地名の由来
- 古くは1223年（貞応2年）に現れるもので、出羽川の下流の口という意味らしい[11]。

## 駅構造
島式ホーム1面2線を持ち、交換設備を有する地上駅であった。廃止時は、浜田鉄道部が管理する無人駅であり、駅舎は中身ががらんどうの待合所であった。ホーム三次寄り下り線側に構内踏切があり、それを通じてホームに出入りする形状となっていた。なお、自動券売機等の設備はなかった。
2019年（令和元年）6月時点でも、旧駅舎やホームなどの施設、駅周辺の線路や駅舎正面の駅名看板は残されている。しかし、旧駅構内に入れないように、ホームは鉄パイプやロープで囲われている。また、ホーム上の駅名板は取り外されている。
2021年（令和3年）4月1日より「邑南町三江線鉄道公園」として整備されたため、旧駅及び1.2キロ区間の線路に自由に入ることができるようになった。

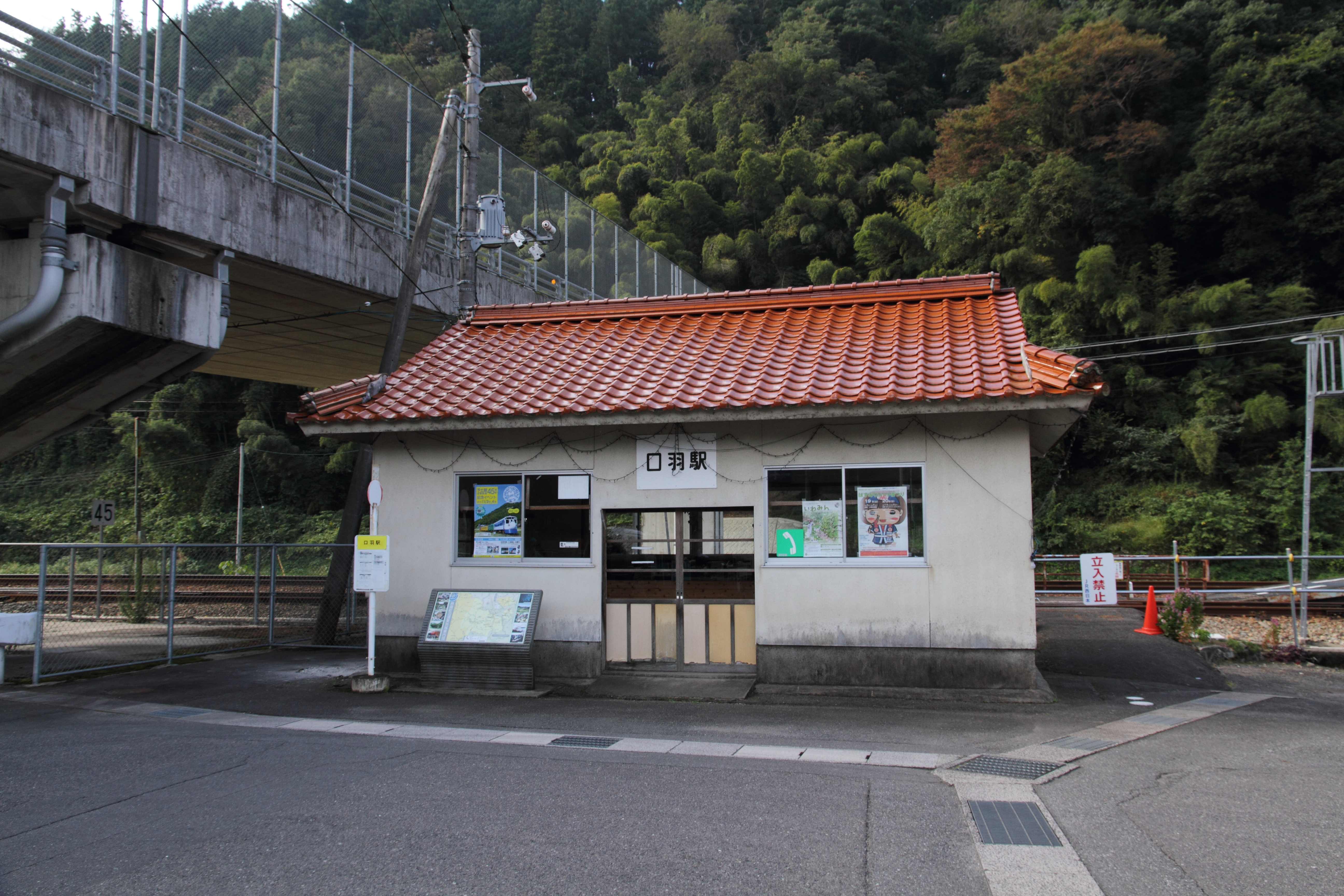
廃線後の駅舎（2019年10月）
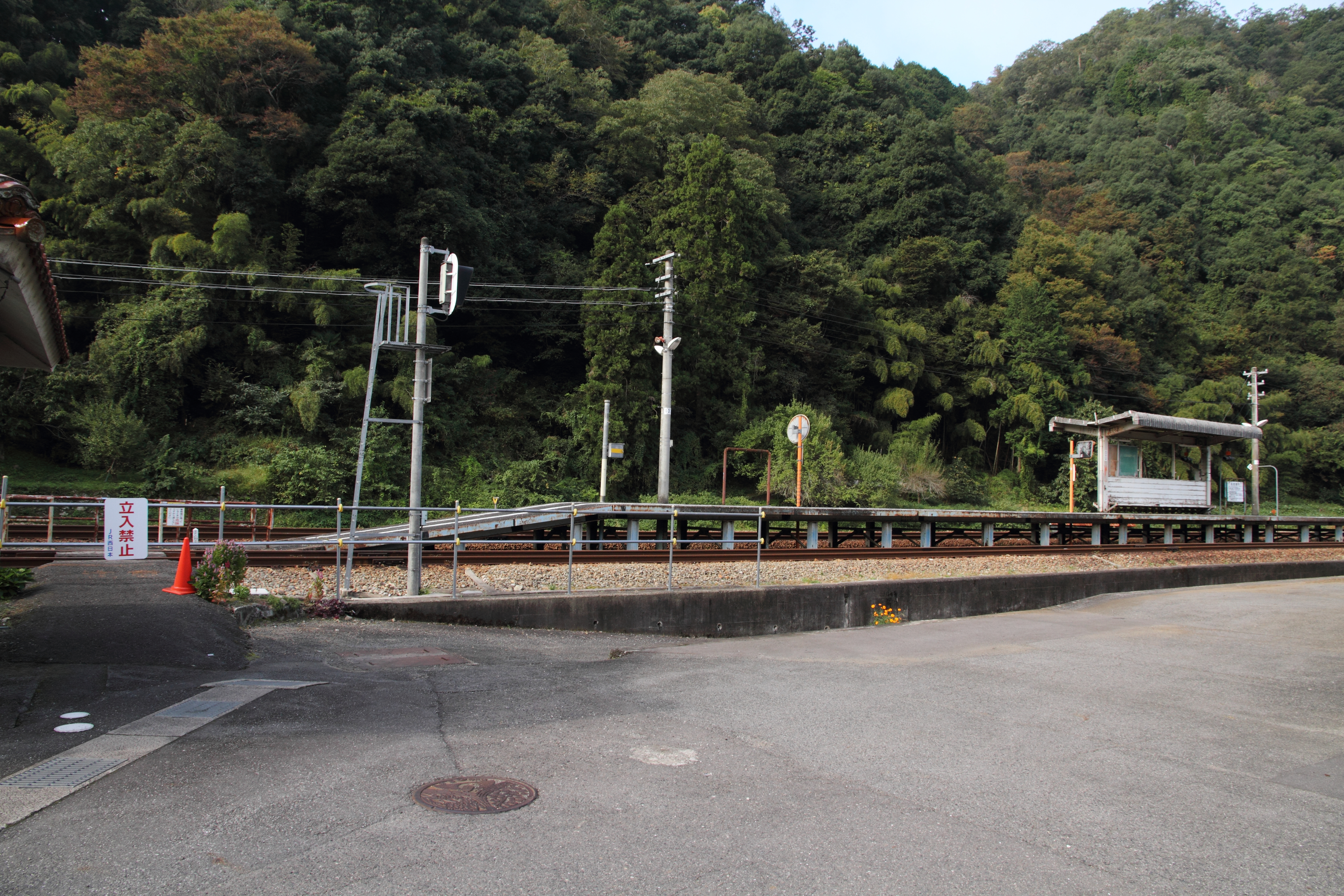
廃線後の駅入口から駅構内を望む（2019年10月）

### のりば
| のりば | 路線   | 方向 | 行先           | 備考                    |
| ------ | ------ | ---- | -------------- | ----------------------- |
| 1      | 三江線 | 下り | 三次方面       | 折り返し列車は2番のりば |
| 2      | 三江線 | 上り | 浜原・江津方面 |                         |

※ホーム上にのりば番号標はなかったが、駅掲示時刻表では上記の番号で案内されていた。

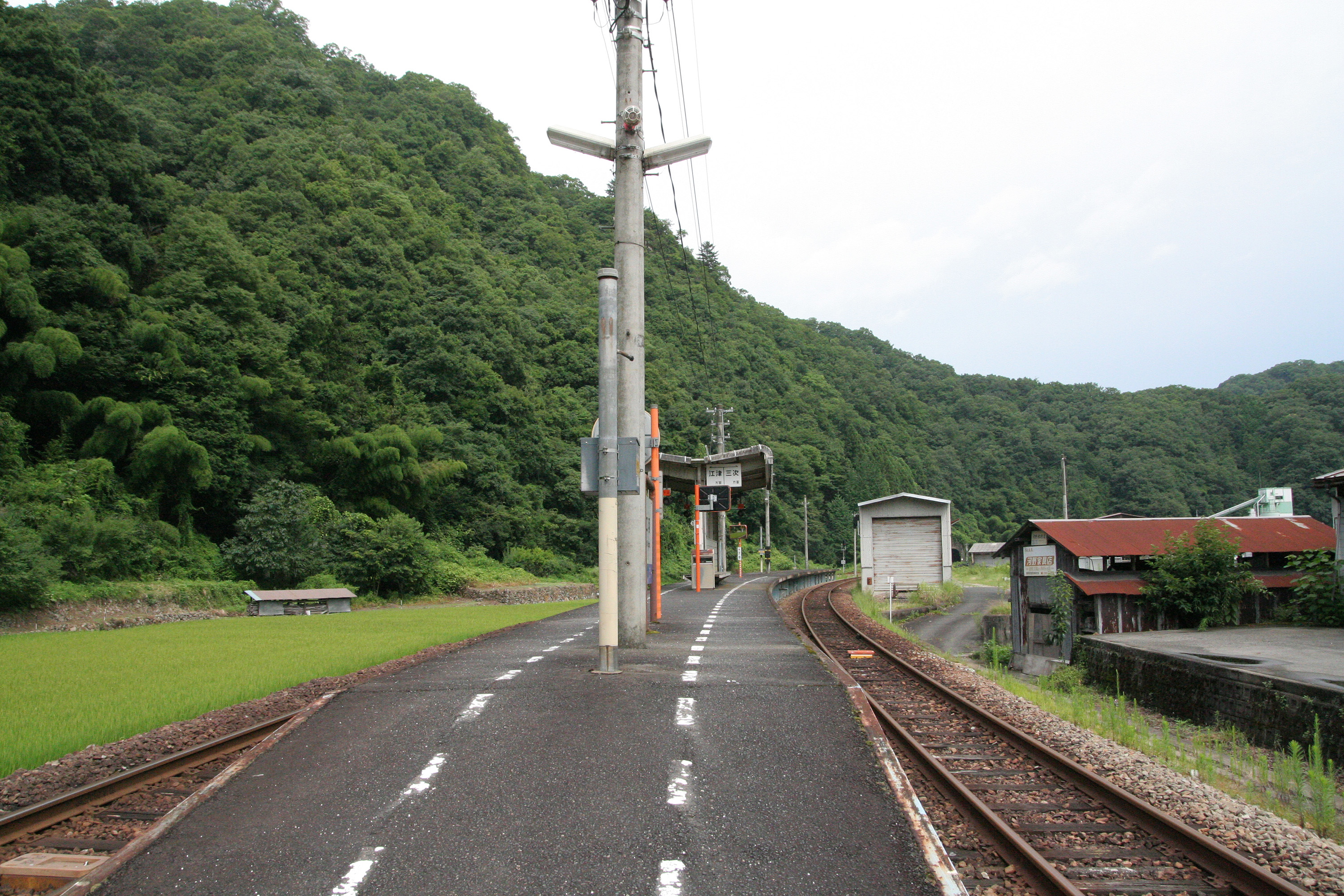
構内（2008年7月）
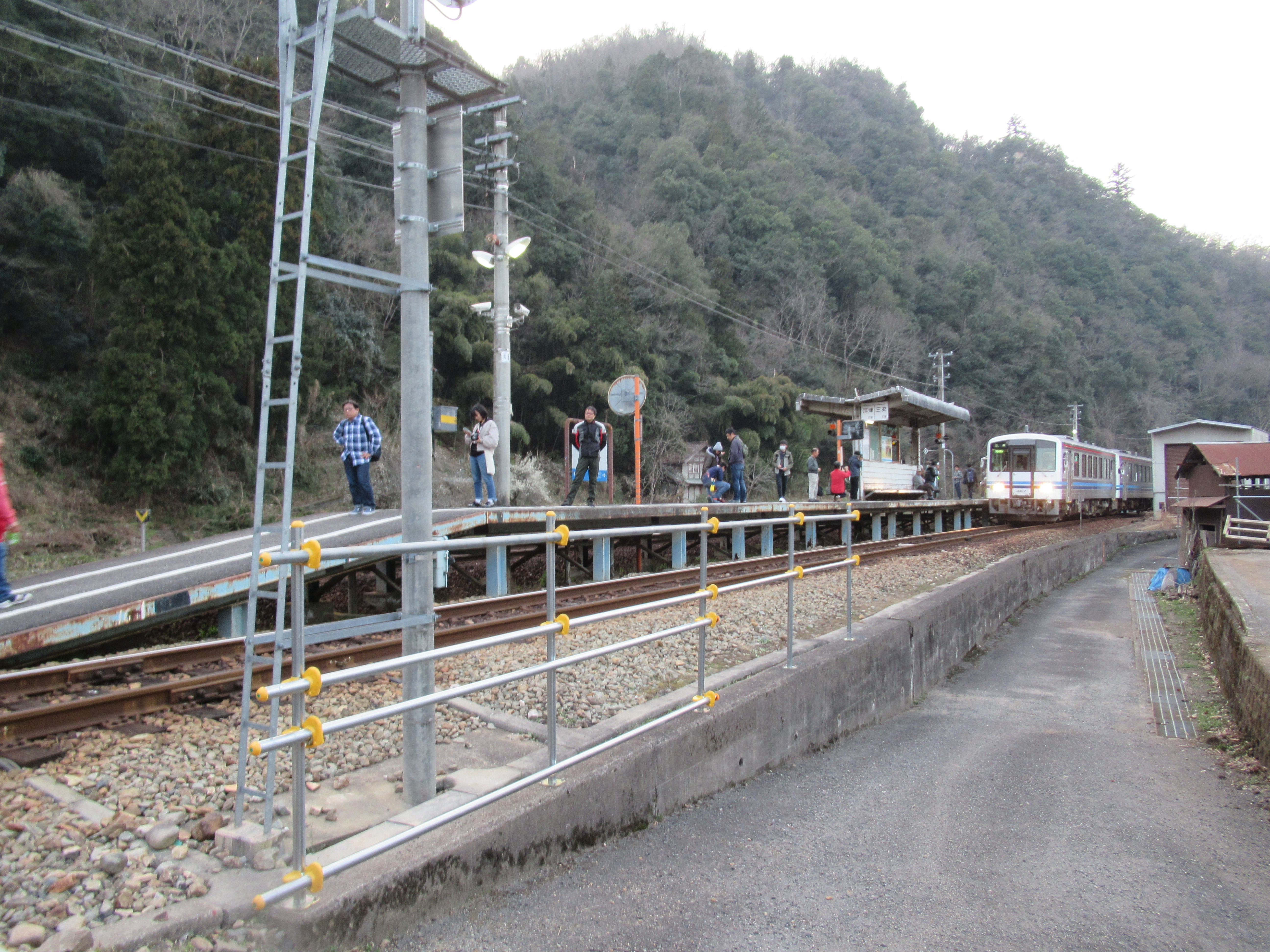
駅舎からみた構内（2018年3月）

## 利用状況
近年の1日平均乗車人員は以下の通りである。なお、1994年度は41人、1984年度は68人だった。
| 乗車人員推移 | 乗車人員推移 |
| 年度         | 1日平均人数  |
| ------------ | ------------ |
| 1999         | 30           |
| 2000         | 24           |
| 2001         | 16           |
| 2002         | 15           |
| 2003         | 15           |
| 2004         | 13           |
| 2005         | 11           |
| 2006         | 7            |
| 2007         | 5            |
| 2008         | 6            |
| 2009         | 4            |
| 2010         | 4            |
| 2011         | 2            |
| 2012         | 4            |
| 2013         | 2            |
| 2014         | 3            |
| 2015         | 3            |
| 2016         | 5            |
| 2017         | 13           |

## 駅周辺
- 口羽郵便局 - 旧郵便局（1937年竣工）は現所在地の隣にあるが、建物そのものは2023年6月時点でもそのまま残っている。
- 山陰合同銀行口羽出張所 - 2020年に店舗再編が行われ、粕淵支店と統合した[12]。以降は大田支店口羽ATM出張所として営業[13]。
- 広島県道・島根県道4号甲田作木線
- 島根県道・広島県道7号浜田作木線
- 広島県道・島根県道112号三次江津線
- 島根県道294号邑南美郷線

## バス路線
邑南町営バス（おおなんバス）「口羽駅」停留所に口羽矢上線が発着する。三次方面から運行する備北交通の作木線は口羽地区を通るが、当駅は経由しない。

## その他
- 三江線活性化協議会により、石見神楽の演目名にちなんだ「神降し」の愛称が付けられていた。出羽川の流域の入口を意味する「口羽」という名前と、神楽奉納の入り口となる儀式である「神降し」との連想に由来する[16]。

## 隣の駅
西日本旅客鉄道（JR西日本）
 三江線
伊賀和志駅 - 口羽駅 - 江平駅

#### 統計資料
1. ↑  “島根県統計書”. しまね統計情報データベース.   島根県政策企画局. 2025年2月5日閲覧。